# Рева Андрій Олексійович
Андрі́й Олексі́йович Ре́ва (нар. 7 липня 1966, м. Богодухів, Харківська область) — український політик, заступник Вінницького міського голови. З 14 квітня 2016 року до 29 серпня 2019 року міністр соціальної політики України.

## Біографія
- У 1987 році закінчив Ленінградське вище військово-політичне училище. Офіцер з вищою військово-політичною освітою/ вчитель історіī СРСР та суспільнознавства за військовою/ цивільною кваліфікацією. Має другу вищу освіту за кваліфікацією юрист.
- У 1983—1987 роках був курсантом Ленінградського вищого військово-політичного училища ППО ім. Ю. В. Андропова.[1]
- З 1987 по 1989 роки — заступник командира роти по політичній частині в/ч Збройних Сил СРСР.
- З 1989 по 1995 роки працював вчителем історії Вінницької середньої школи № 27.
- У 1995—1998 роках — голова Вінницького міського комітету профспілки працівників освіти і науки.
- З 1998 по 2000 роки обіймав посаду заступника Вінницького міського голови.
- У 2000—2005 роках — начальник управління соціального захисту населення Замостянської районної ради м. Вінниці.
- З 2005 року по квітень 2016 року працював на посаді заступника Вінницького міського голови.
- Заслужений працівник соціальної сфери України (Указ Президента України № 53 від 20.01.2010 р.)

З 14 квітня 2016 року до 29 серпня 2019 року міністр соціальної політики України в уряді Володимира Гройсмана.